# Ида Даниел
Ида Андрей Даниел е съвременна българска театрална режисьорка, поетеса и артистка. Внучка на Леон Даниел.

## Биография и творчество
Родена е на 12 октомври 1977 г. Завършва Националната гимназия за древни езици и култури. От Софийския университет има бакалавърска степен по англицистика и американистика и магистърска степен по режисура за драматичен театър към Нов български университет.
Член на Обществения съвет към министъра на културата на Република България (от 2014).

## Творчество
Получава голямата награда на „Фестивал за поезия, пърформанс и електронна музика – 2000“ (2000 година). Асистент режисьор е на филма „Двуокият“ с режисьор Тодор Динов (анимация) и на спектакъла „Посещението на Старата дама“ (НТ „Иван Вазов“ с реж. Леон Даниел). През 2004 г. участва в „Мобилната академия“ в Берлин в класовете на Щефан Кеги и SUBREAL.
Дебютът ѝ като режисьор е през 2006 г.
- „Всеки човек“ (2006)
- „Какво се случи, след като Нора напусна мъжа си, или опорите на обществото“
- „Никой не знае какво му носи късната вечер“
- „Мъртвата Дагмар или Малката кибритопродавачка“
- „Да изядеш ябълката“, по текстове на Катя Атанасова